# Colangia immersa
Espèce
Statut CITES
Colangia immersa est une espèce de coraux appartenant à la famille des Caryophylliidae.